# زبابة بارن الأرضية
زبابة بارن الأرضية (الاسم العلمي: Sorex ugyunak) (بالإنجليزية: Barren Ground Shrew)‏ هو نوع من الحيوانات يتبع جنس الزبابة من الفصيلة الزبابات.